# Edizioni Segni d'Autore
Edizioni Segni d'Autore è una casa editrice italiana fondata nel 2011, specializzata nella pubblicazione di fumetti d'autore, graphic novel e libri illustrati.

## Storia
Venne fondata a Roma nel 2011; ha pubblicato in sei anni di attività 35 titoli e ha attive cinque linee editoriali:
- Fumetto d'autore e d'avventura : collana di fumetti di ambientazione storica documentata.
- Grandi classici della letteratura avventurosa a fumetti. collana di volumi che presenta riduzioni a fumetti di classuici della letteratura.
- Saggistica illustrata: collana di saggi storici con illustrazioni.
- Graphic novel: collana di romanzi grafici.
- Bambini e ragazzi: esordita nel 2017 è dedicata ai libri illustrati.

## Pubblicazioni
- 2011: Sentiero di guerra di Carlo Bazan e Lele Vianello
- 2011: Attacco a Fort William Henry di Carlo Bazan e Lele Vianello
- 2012: Deerfield 1704 di Carlo Bazan e Lele Vianello
- 2012/13: Treasure Island, 3 voll., di Manuel Pace e Carlo Rispoli
- 2012: Accadde sull'Orient Express, di Renzo Calegari
- 2012: Il grande nord di Lele Vianello
- 2012: Argentina di Lele Vianello
- 2013: Alamo, 2 voll., di Dobbs e Perovic
- 2013: Ladri, maschere e lune turche di Lele Vianello
- 2013: Segni d'autore di Lele Vianello
- 2013: Sangue sul lago Otsego di Carlo Bazan e Carlo Rispoli
- 2013: L'Italia siamo noi di Francesco Dotti
- 2014: Dick Turpin di Lele Vianello
- 2014: Madama Butterfly di Franco Ressa e Lele Vianello
- 2014: La coccarda rossa 1861 di Mauro Mercuri, Carlo Bazan e Carlo Rispoli
- 2014: Le fanfaron di Lele Vianello
- 2015: Il cacciatore di daini di Georges Ramaïoli
- 2015: Balbo il volo del destino di Alberto Guarnieri e Leonardo M. Grassi
- 2015: Sertao di Lele Vianello
- 2015: Le due tigri di Carlo Rispoli
- 2015: Vent'anni dopo di Lele Vianello
- 2015: Sulle sponde del Mississippi di Massimiliano Valentini e Michele Avigo
- 2015: L'anello di zinco di Mauro Mercuri
- 2016: Montecristo di Carlo Rispoli
- 2017: La disfatta dei cavalieri grigi di Mauro Mercuri, Carlo Bazan e Carlo Rispoli, Segni d'Autore, 2017
- 2017: Pietro Manodori di Francesco Vacca e Carlo Rispoli
- 2018: La isla desconocida di Carlo Rispoli

### Portfoli
•2011: Deerfield, di Lele Vianello;
•2012: Il West, di Renzo Calegari;
•2012: Cubana, di Lele Vianello;
•2013: Uomini di Ventura, Dame e Cavalieri, di Stefano Casini;
•2014: Soldatini di Carta, di Lele Vianello;